# Anna Bernholm
Anna Bernholm (* 5. März 1991 in Älvsbacka, Värmlands län) ist eine schwedische Judoka. Sie war Dritte der Europameisterschaften 2019.

## Sportliche Karriere
Bernholm startete bis zum Sommer 2016 überwiegend im Halbmittelgewicht, der Gewichtsklasse bis 63 Kilogramm. In dieser Gewichtsklasse nahm sie ab 2007 an schwedischen Altersklassen-Meisterschaften teil. 2008 gewann sie bei den nordischen Meisterschaften den Titel bei den Kadetten, bei den Junioren und in der Erwachsenenklasse. 2009 und 2010 war sie Zweite der schwedischen Landesmeisterschaften, 2011 und 2012 gewann sie ihre ersten Titel. Bei den Europameisterschaften 2013 in Budapest belegte sie den siebten Platz. 2015 schied sie bei den im Rahmen der Europaspiele in Baku ausgetragenen Europameisterschaften in ihrem ersten Kampf gegen die Britin Alice Schlesinger aus.
Im Sommer 2016 wechselte sie ins Mittelgewicht, die Gewichtsklasse bis 70 Kilogramm. Ihr bis dahin wichtigster Sieg gelang ihr im September 2016, als sie im Finale der European Open in Tallinn die Britin Jemima Yeats-Brown bezwang. Bei den Europameisterschaften 2017 in Warschau unterlag sie im Viertelfinale der Französin Marie Eve Gahié. Nach einem Sieg über die Ungarin Szabina Gercsák und einer Niederlage gegen die Kroatin Barbara Matić belegte sie den fünften Platz. Im Herbst 2017 gewann Anna Bernholm dann das Grand-Slam-Turnier in Abu Dhabi vor der Niederländerin Kim Polling. 2017 und 208 siegte sie bei den schwedischen Meisterschaften. Im November 2018 erreichte sie das Finale beim Grand-Slam-Turnier in Osaka und unterlag der Japanerin Chizuru Arai. Im Mai 2019 trafen die beiden im Finale des Grand-Slam-Turniers in Baku erneut aufeinander und abermals siegte die Japanerin. Die Europameisterschaften 2019 wurden im Rahmen der Europaspiele in Minsk ausgetragen. Bernholm bezwang im Achtelfinale Kim Polling und verlor das Viertelfinale gegen die Französin Margaux Pinot. Mit Siegen über Michaela Polleres aus Österreich und die Französin Marie Eve Gahié erkämpfte Bernholm eine Bronzemedaille. Zwei Monate später unterlag sie im Viertelfinale der Weltmeisterschaften in Tokio der Britin Sally Conway. Nach einem Sieg über María Pérez aus Puerto Rico in der Hoffnungsrunde verlor Bernholm den Kampf um Bronze gegen die Französin Margaux Pinot. Bei den Olympischen Spielen in Tokio schied Bernholm im Achtelfinale gegen die Italienerin Alice Bellandi aus.